# Cloverport
La ville de Cloverport est située dans le comté de Breckinridge, dans le Commonwealth du Kentucky, aux États-Unis. Sa population s’élevait à 1 152 habitants lors du recensement de 2010, estimée à 1 155 habitants en 2016.

## Source
- (en) Cet article est partiellement ou en totalité issu de l’article de Wikipédia en anglais intitulé « Cloverport, Kentucky » (voir la liste des auteurs).